# Amara Ouattara
Pour les articles homonymes, voir Ouattara.
Amara Ahmed Ouattara est un joueur de football né le 21 octobre 1983 à Bobo-Dioulasso au Burkina Faso.
Après avoir joué à l'AS Cherbourg, il joue une saison en CFA à l'US Raon. Il rejoint en 2008 l'EDS Montluçon, toujours en CFA.
Après un passage par le championnat slovaque, il revient en novembre 2010 à l'AS Cherbourg.

## Carrière

### En club
- 2003-2004 : Rail Club du Kadiogo   ( Burkina Faso)
- 2004-2005 : AS Cherbourg ( France) (National, 4 matchs)
- 2005-2006 : AS Cherbourg  ( France) (National, 12 matchs)
- 2006-janvier 2007 : AS Cherbourg ( France) (National, 9 matchs, 1 but)
- 2007-2008 : US Raon ( France) (CFA, 13 matchs)
- 2008-2010 : EDS Montluçon ( France) (CFA, 23 matchs)
- nov. 2010-... : AS Cherbourg  ( France) (CFA)

### Internationale
Amara Ouattara a été sélectionné à 5 reprises en équipe du Burkina Faso de football de 2003 à 2005.
En 2003, il a joué 4 matchs lors de la Coupe du monde -20 ans. Il est tout de même arrivé en huitièmes de finale avec des joueurs comme Kassi Ouédraogo ou Ousseni Zongo.